# Long Way Home (chanson)
Pour les articles homonymes, voir Long Way Home.
Singles de SPEED
Breakin' Out to the Morning
(19 mai 1999) One More Dream
(12 déc. 2001)
Long Way Home est le onzième single de SPEED, sorti en 1999.

## Présentation
Le single, écrit, composé et produit par Hiromasa Ijichi, sort le 3 novembre 1999 au Japon sur le label Toy's Factory, au format maxi-single dans un boitier spécial de type digipack, cinq mois et demi après le précédent single du groupe, Breakin' Out to the Morning. Il atteint la 2e place du classement des ventes de l'Oricon, et reste classé pendant douze semaines. Il se vend mieux que le précédent single du groupe, mais moins que ses neuf premiers. Il est alors présenté comme l'ultime single du groupe, dont la séparation définitive avait été précédemment annoncée pour mars 2000 (il se reformera par la suite à plusieurs reprises, avec de nouvelles sorties).
C'est son troisième single (après All My True Love et Breakin' Out to the Morning) à contenir trois chansons différentes, en plus des versions instrumentales de deux d'entre elles, toutes interprétées cette fois par le groupe dans son ensemble.
La chanson-titre Long Way Home figurera dans une version remaniée sous-titrée "Album Edit" sur le troisième album original du groupe, Carry On My Way qui sortira un mois et demi plus tard, puis dans sa version "single" sur sa compilation Dear Friends 2 de 2000 ; elle sera interprétée sur l'album live Best Hits Live de 2004, et sera aussi ré-enregistrée pour l'album de reprise Speedland de 2009.
La deuxième chanson du single, Naite mo Ii yo, ne sera reprise sur aucun album du groupe, tandis que la troisième chanson Confusion figurera aussi sur l'album Carry On My Way. Le single contient également les versions instrumentales de Long Way Home et Confusion.

## Liste des titres
Toutes les chansons sont écrites et composées par Hiromasa Ijichi, arrangées par Yasutaka Mizushima.
| 1. | Long Way Home                   | 5:44 |
| 2. | Naite mo Ii yo (泣いてもいいよ) | 4:21 |
| 3. | Confusion                       | 3:49 |
| 4. | Long Way Home (Instrumental)    | 5:44 |
| 5. | Confusion (Instrumental)        | 3:45 |